# Saint-Martin-des-Fontaines
Saint-Martin-des-Fontaines é uma comuna francesa na região administrativa da Pays de la Loire, no departamento de Vendéia. Estende-se por uma área de 5,64 km². Em 2010 a comuna tinha 173 habitantes (densidade: 30,7 hab./km²).